# Dmytro Dikoussar
Dmytro Petrovitch Dikusar (24 octobre 1985 à Odessa en Ukraine) est un danseur et chorégraphe ukrainien.

## Biographie

### Enfance et formation
Dmytro Dikusar est né le 24 octobre 1985 à Odessa dans la RSS d'Ukraine (Union soviétique). Il commence la danse à l'âge de 6 ans, d'abord en salle de bal, puis en danse sportive.
Il reçoit un enseignement supérieur à l'Institut d'éducation physique de Kiev, et en 2008, il obtient un diplôme d'entraîneur de danse de salon. Dmytro participe à des compétitions de danse sportive ukrainiennes et internationales pendant de nombreuses années. Il obtient le plus grand succès avec des danses latino-américaines et atteint la finale de la Coupe d'Europe. Il remporte aussi le championnat du monde dans ce genre de danse.
En 2006, Dmytro Dikusar reçoit le titre de candidat à la maîtrise des sports en danse de salon. Il a atteint à plusieurs reprises la finale des compétitions internationales et le championnat d'Ukraine.

### Dance with the stars
Il gagne en popularité dans les médias en 2007 avec sa participation à la deuxième saison du projet Dancing with the Stars sur la chaîne de télévision "1+1". Il danse avec la chanteuse Iryna Bilyk. Par la suite, ils entament une relation, et bientôt ils se sont mariés, organisant une cérémonie solennelle à Rio de Janeiro. Cependant, en 2010, le couple se sépare.
En 2011, il participe à la Dancing with the Stars russe. Par la suite, il travaille également avec la version géorgienne de ce spectacle.
En 2012, Dmytro commence une relation avec la danseuse Olena Shoptenko, qu'il rencontre aussi sur Dancing with the Stars. En 2013, le couple se marie. Mais ce mariage ne dure pas longtemps non plus - en 2016, le couple divorce.
En 2019, il revient dans l'émission Danse avec les stars. Au cours des sixième, septième et huitième saisons, il danse en couple avec Victoria Bulitko, Slava Kaminska et l'escrimeuse Olga Kharlan, respectivement. Avec cette dernière, il atteint la deuxième place du concours.

### Défense de l'Ukraine
En 2022, il rejoint les rangs des Forces armées pour défendre l'Ukraine lors de l'invasion russe. Il a survécu à un bombardement de missiles balistiques. Il avait perdu un proche camarade, militaire, mort au combat.